# ريت فيروفي إيطاليا
ريت فيروفي إيطاليا (RFI) هو مدير البنية التحتية للسكك الحديدية الإيطالية ، التابعة لشركة فيروفي ديلو ستاتو (FS) ، وهي شركة قابضة مملوكة للدولة. إن هي مالك شبكة السكك الحديدية الإيطالية، وهي تقدم خدمات الإشارات والصيانة والخدمات الأخرى لشبكة السكك الحديدية. كما أنها تدير عبارات القطارات بين شبه الجزيرة الإيطالية وصقلية .
تأسست في 1 يوليو 2001 بعد التوجيه الأوروبي بشأن النقل بالسكك الحديدية، وفرض فصل بين المالك ومستخدم الشبكة. كانت شبكة السكك الحديدية الإيطالية تُدار من قبل فيروفي ديلو ستاتو حتى عام 2001.

## روابط خارجية
- الموقع الرسمي